# Adolf Eichholz

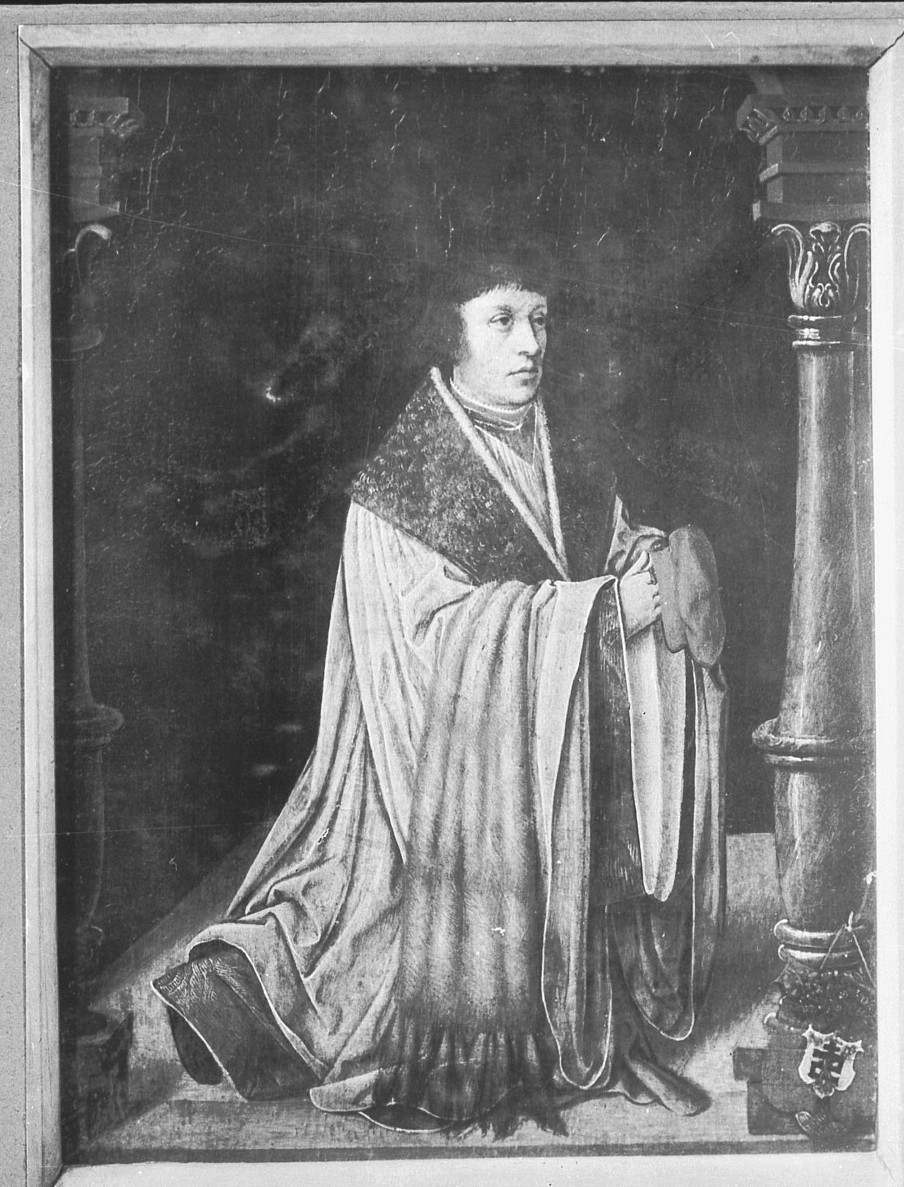
Adolf Eichholz um 1530, Stifterbild im Wallraf-Richartz-Museum Köln

Adolf Eichholz (Eyckholtz, Eichols), Humanistennamen Athaulphus Dryoxylos (Δρυόξυλος, Dryander) oder Adolphus Roboreus (* vor 1490 in Köln; † Juli oder November 1563 ebenda) war ein deutscher Humanist, Jurist und Rektor der alten Universität zu Köln.

## Leben
Adolf Eichholz entstammte einer Kölner Kaufmannsfamilie und wurde im Haus „Zom kleynen Boum“ in der Sternengasse geboren. Sein Vater Albert Eicholz (Ailbert Eychoultz) besaß 1500 das Haus „Zum Hasen uff der Bach“, war Kirchmeister in St. Jakob und 1495 bis 1520 einer der Gebrechsherren im Kölner Rat. 1518 gab Adolf Eichholz das Haus „Zum Hasen“ (in signo cuniculi) in der Nähe des birckmann'schen Verlagshauses „Zur fetten Hennen“ (bibliotheca in pingui gallina; vgl. die heutige Straße „Unter Fettenhennen“) als eine seiner Briefadressen an. Im Alter erbte „Adolf Eyichhoultz“ ein Haus in der Sternengasse von Johann van dem Boum.

### Studium in Köln und Bologna
Am 31. März 1503 immatrikulierte er sich als „Adolphus eichols de Colonia“ an der Artistenfakultät der Kölner Universität und erwarb 1504 das Baccalaureat. 1505 erscheint er als Kleriker in einer Urkunde der Stiftskirche St. Maria ad Gradus. Eichholz studierte zusammen mit seinem Kommilitonen Glareanus (1488–1563) Griechisch bei Hermann von dem Busche (1468–1534). 1505 lernte er Ulrich von Hutten (1488–1523), seinen convictus, und den späteren kurtrierischen Rat Ulrich Fabricius (1489–1526) als Kommilitonen kennen. Eichholz erwarb 1506 als Mitglied der Laurentiana-Burse den Magistergrad der Artes-Fakultät.
1507/08 reiste er nach Italien und hörte auf dem Weg Petrus von Ravenna (um 1448–1508) an der Universität zu Mainz bzw. in Worms. 1509 immatrikulierte er sich – zusammen mit Hermann von Neuenahr (1492–1530), Johannes Caesarius (1468–1550) und Jakob von Conresheim (Conreschim, Konradsheim) – als Kanoniker der Stiftskirche St. Maria ad Gradus in Bologna: „Adolphus Eicholtz eccl[esiae] div[a]e Mari[a]e Colonien[sis] canonicus“ und erwarb das juristische Baccalaureat.
1513 trat er zusammen mit Hermann Rinck († 1546) und Johann Rinck († 1566) in die Kölner Juristenfakultät ein. Johannes Aesticampianus (1457–1520), der seit 1513 in Köln lehrte, bezeichnete Eichholz als seinen Lehrer. Im Dunkelmännerbriefe-Streit zwischen Johannes Reuchlin (1455–1522) und Johannes Pfefferkorn (1469–1524) unterstützte Eichholz 1515 die Position von Reuchlin und Ulrich von Hutten.

### Studium in Orléans
Ab 1515 studierte Eichholz an der Juristenfakultät der Universität Orléans – unter anderem bei Jean-Pyrrhus d'Angleberme (Johannes Igneus) (* um 1470; † 1521) – und war dort 1517 Prokurator der „Deutschen Nation“. Er katalogisierte den Bibliotheksbestand der Landsmannschaft im Index librorum Nationis Germanicae und verfasste eine humanistische Laus Germania („Lob Deutschlands“), in der sich Ansätze einer nationalen Identitätsfindung zeigen.
Eichholz war in Orléans Tutor des späteren klevisch-märkischen Kanzlers Heinrich Bars genannt Olisleger (vor 1500–1575) und von dessen beiden Brüdern und begegnet dort unter anderem Karl Harst (1492–1563) und dem späteren jülisch-klevisch-bergischem Kanzler Johann Ghogreff (1499–1554). Er nahm in Orléans wie auch später in Köln verschiedene Studenten in seinem Haus als Tischgänger auf.
1518 kehrte Eichholz über Paris, wo er Guillaume Budé (1468–1540) kennenlernte, nach Köln zurück. Er beabsichtigte, Erasmus von Rotterdam (1465 oder 1469–1536) in Löwen zu besuchen, erfuhr aber in Antwerpen von dem Stadtschreiber und Humanisten Pieter Gillis (1486–1533), dass dieser bereits nach Basel abgereist war.

### Professor für kanonisches Recht in Köln
In Köln hielt Eichholz weiter Kontakt zur Deutschen Nation in Orléans, der er als Geschenk ein Messgewand zukommen ließ. Johann von Vlatten, der spätere Kanzler von Jülich-Berg, schrieb ihm 1520 im Auftrag der „Alemaniae natio“ einen Brief.
Eichholz erwarb 1521 den Dr. iur. utr. 1522 (erneuert 1560) wurde er als Kanoniker von Mariengraden von der Abtei Prüm mit Einkünften aus Heimersheim und Unkelbach belehnt.
Ab 1522 hielt Eichholz mit 26 Gulden Jahresgehalt Vorlesungen an der Universität über Dekretalien. Mitte der 1520er Jahre ließ das Interesse der Studenten am kanonischen Recht nach, und Eichholz las auf Wunsch des Kölner Stadtrates auch über Zivilrecht; der Rat wies 1526 die Mittwochsrentkammer an, „Dr. Ailbert (lies: Ailf; „Ailbert“ war der Name seines Vaters) v. Eychoultz“ für seine Vorlesung über die Institutionen zu entlohnen. Allerdings las Eichholz auch später noch „über das Dekret“. Adolf Eychoultz siegelte für die 1452 von dem Weinhändler Heinrich Haich errichtete „Stiftung Haich“, die Töchtern armer Leute Zuschüsse zur Aussteuer gewährte und von den Provisoren der Universität verwaltet wurde. Gerardus Bucoldianus († nach 1542) widmete Eichholz 1531 als seinem Gastgeber eine Cicero-Ausgabe, und Heinrich Cornelius Agrippa von Nettesheim widmete ihm 1533 einen Kommentar zur Ars brevis des Ramon Llull. 1535 wurde Eichholz Professor des kanonischen Rechts und erhielt dafür ein weiteres Gehalt von 40 Gulden. Hermann von Weinsberg (1518–1597) hörte bei ihm 1537 im ersten Semester seines Jurastudiums eine Vorlesung über das Decretum Gratiani.
Zusammen mit der Äbtissin von St. Cäcilien Elisabeth von Manderscheid-Kail († 1538) beurkunden Adolf Eicholz (Eyckeholtz) und der Vikar Heymann von Ellinckhusen (Eleynckhuysen) 1535 als Testamentsvollstrecker des Kanonikers zu St. Cäcilien und Mariengraden Eberhard Boum (vamme Boume, vom Baum) († um 1532) die Errichtung der „Boumschen Stiftung“. Im August 1538 gehörte Eichholz zu einer gemeinsamen Delegation von Rat der Stadt und der Universität, die in Bonn mit Erzbischof Hermann von Wied über eine Reform der Universität verhandelte.
Der lutherische Graf Enno II. von Ostfriesland (1505–1540) plante 1538 heimlich den Versuch einer Gegenreformation und suchte dafür Unterstützung durch Theologen der Kölner Universität. Adolf Eichholz als Dekan der juristischen Fakultät bestätigte im Dezember 1538 die entsprechenden schriftlichen Vereinbarungen. Petrus Medmann (1507–1583), der aus Köln stammte und 1548 nach Emden kam, bezeichnet Eichholz spöttisch als „Männlein“.
Johannes Oldendorp würdigte Eichholz 1540 und 1543 in Vorworten als Kollegen und Professor „decretorum pontificorum“, der seine Publikationen angeregt habe. 1542 war Eichholz Rektor der Universität; er stellte in dieser Funktion ein Zeugnis für Mag. Heinrich Ryswick aus Xanten aus. Johannes Gropper (1503–1559) übernahm in diesem Jahr die Professur der Dekretalien. Eichholz amtierte 1553 als Vizerektor und war verschiedentlich Dekan der juristischen Fakultät. Kennzeichnend für die Genauigkeit des Kölner Juristen ist ein erhaltener pedantischer Dienstvertrag von 1545 mit seiner Magd Hille aus Hattyngen.
1550 widmete Nikolaus Mameranus (1500–1567) Eichholz ein posthum veröffentlichtes Gedicht „zum Lobe Kölns“ von Hermann von dem Busche, entstanden etwa 1530, in dem dieser sich satirisch gegen die Kölner Inquisitoren wandte, und im selben Jahr bezeichnete Andrés Laguna, der 1545 bei einem Besuch in Köln in seinem Hause gewohnt hatte, Eichholz als einen seiner „Nestoren“. Der Rat forderte Eichholz 1552 auf, statt der Dekrete, die auch in Löwen nicht mehr gelesen würden, wegen des Anwachsens der Universität eine zusätzliche zivilrechtliche Institutionen-Vorlesung anzubieten.
1553 war Eichholz von Rektor Kaspar Gropper (1519–1594) zum Vizekanzler und Konservator der Privilegien der Universität bestellt. Er ließ auf Bitten der Stadt Köln eine Abschrift des 1551 von Kaiser Karl V. zugunsten des Kölner Rates erteilten „Privilegium de non appellando limitatum“ für Streitwerte unter 300 Gulden anfertigen.
Johannes Reit (Rethius, von Rheydt) (1532–1574), Rektor der Dreikronen-Burse auf dem Eigelstein, erwähnt „Doctor Roboreus“ (robur = Eiche auf Latein) unter den Zuhörern einer Predigt des Jesuiten Petrus Canisius (1521–1597) im überfüllten Kölner Dom im November 1557.
Eichholz korrespondierte und kommunizierte mit bedeutenden Humanisten seiner Zeit wie Erasmus von Rotterdam (* 1465 oder 1469; † 1536), Johann Flaming (1469–1532), Tilmann vom Graben (* verm. 1474; † nach 1557), Pieter Gillis (1486–1533), Heinrich Cornelius Agrippa von Nettesheim (1486–1535), Johannes Oldendorp (1487–1567), Ulrich von Hutten (1488–1523), Hermann von Neuenahr (1492–1530), Bonifacius Amerbach (1495–1562), Johann von Vlatten (1498–1562), Andrés Laguna (1499–1559) oder Christoph Eschenfelder d. Ä. († 1547).
Eichholz starb im Juli oder November 1563; seine Präbende an Mariengraden erhielt der Professor Jakob Middendorp (um 1537–1611).

## Familie
Eichholz' Schwester Baelgen (Sibylle), der er ein Haus in der Sternengasse vermietet hatte, war verheiratet mit Johann Ott. Dabei handelte es sich vermutlich um den Humanisten „Johan Ott de Fryckenhusen d[iocoesis] Herbipol[ensis]“, Humanistenname Johannes Phryssemius (Phrysemius; Frishemius; von Vryssem u. ä.), 1508 Student in Leipzig, 1510 immatrikuliert in Köln, Mitglied der Montana-Burse, 1522 Baccalauréat, 1525 Dr. der Dekretalien, kurfürstlicher Rat, Dekan der Artistenfakultät, Regens der Montana-Burse. Wahrscheinlich ist er identisch mit dem Kanzler des Erzstiftes Köln „Joannes Matthaeus Phrissemius“ (Frischheim) († 1533), der 1523 in Köln Rudolph Agricolas (1444–1485) De inventione dialectica neu herausgab und Lehrer von Heinrich Bullinger (1504–1575) war.
Als drittes Haus in der Sternengasse gehörte Eichholz das „Stollenhuis“. Seine Nichte Guetgen (Jutta) Otten beerbte ihn. Ein Neffe Evergislus Eichholz immatrikulierte sich 1539 in Köln und wurde dort 1541 Magister.

## Werke
- (Handschrift) Index librorum Nationis Germanicae oder Index Eichholz, Orléans 1516 (Archives Départementales du Loiret D 244)
- (Handschrift) Ad omnipotentis Dei laudem totius Germanie decus atque ad imperialis Alemanie nostre nationis honorem Adolphi Roborei Agrippini de laudibus Germanie ejusque gentis breviuscula commendatio (kurz: De laudibus Germaniae eiusdem gentis oder Laus Germaniae), Orléans 1517 (Archives Départementales du Loiret D 244, S. 45f)

## Darstellung
- Stifterbild des Kanonikers Adolf Eichholz aus St. Mariengraden, um 1530, Wallraf-Richartz-Museum & Fondation Corboud Köln (Inv.-Nr. WRM 0264) – Rheinisches Bildarchiv Köln, Aufnahme-Nr. RBA 30 107; Online-Suche beim Bildarchiv Foto Marburg, Suchbegriff „Adolf Eichholz“ (abgerufen am 23. Januar 2016)